# マルガレーテ・フォン・エスターライヒ (スペイン王妃)
マルガレーテ・フォン・エスターライヒ （Margarete von Österreich, 1584年12月25日-1611年10月3日）は、スペイン王フェリペ3世の王妃。スペイン語ではマルガリータ・デ・アウストリア＝エスティリア（Margarita de Austria-Estiria）。

## 生涯
オーストリア大公カール2世（マクシミリアン2世の弟）とマリア・アンナ・フォン・バイエルンの娘としてグラーツで生まれた。神聖ローマ皇帝フェルディナント2世の妹。姉にアンナ、妹にコンスタンツェ（この2人は相次いでポーランド王ジグムント3世の妃となった）がいる。
1599年にフェリペと結婚。宮廷で芸術家たちのパトロンとなった。フェリペとの間に8子をもうけた。
- アナ・マリア・マウリシア（1601年 - 1666年）　フランス王ルイ13世妃（フランス名アンヌ・ドートリッシュ）。
- マリア（1603年）
- フェリペ4世（1605年 - 1665年）
- マリア・アナ・マルガリータ（1606年 - 1646年）　神聖ローマ皇帝フェルディナント3世妃。
- カルロス（1607年 - 1632年）
- フェルナンド（1609年 - 1641年）　枢機卿。スペイン領ネーデルラント総督。
- マルガリータ・フランシスカ（1610年 - 1617年）
- アルフォンソ・マウリシオ（1611年 - 1612年）